# Rue Carrière-Mainguet
La rue Carrière-Mainguet est une voie du 11e arrondissement de Paris, en France.

## Situation et accès
La rue Carrière-Mainguet est une voie publique située dans le 11e arrondissement de Paris. Elle débute au 54, rue Léon-Frot et se termine impasse Carrière-Mainguet.

## Origine du nom
La voie tire son nom de celui de deux anciens propriétaires, M. Carrière et M. Mainguet.

## Historique
Cette voie qui était faisait partie précédemment de l'impasse Carrière-Mainguet en a été détachée pour prendre la dénomination de rue Carrière-Mainguet par arrêté municipal du 5 décembre 1996.